# Trochetia parviflora
Trochetia parviflora é um arbusto da família Malvaceae e endémica em Maurícia.